# رود پروژونکا
رود پروژونکا (انگلیسی: Pruzhonka) یک رودخانه در استان مسکو کشور روسیه است..